# Діяльність ОУН та УПА в Криму

Документ, який доводить факт діяльності ОУН в Криму

Розширення сфери діяльності ОУН за межі Західної України почалося у 1939 році, після приєднання цих областей до Української Радянської Соціалістичної Республіки. У 1941 році з початком Другої Світової війни цей рух активізувався. Для походу на схід були створені спеціальні «похідні групи», які дійшли до Харкова, Донбасу, Криму і Кубані. Метою цього руху було поширення національної ідеї і згодом — відновлення української державності.
Обласні проводи ОУН Криму підпорядковувалися Південному крайовому проводу в Дніпрі.
За інформацією СБУ, німці спочатку не звертали уваги на ці групи, а дізнавшись про мету їх діяльності, почали арешти і розстріли. Зокрема, в Криму гестапо заарештувало провідника ОУН, Степана Теслю, і стратило його після допиту.
У всіх основних містах Криму діяли угруповання УПА, які називали революційними комітетами. Відомо також, що кримські татари воювали у складі УПА проти радянської влади.
Відомо, що підрозділи Української Повстанської Армії в Криму діяли в Алушті, Джанкої, Євпаторії, Керчі, Михайлівці, Петрівці, Севастополі, Сімферополі, Старому Криму, Українську, Феодосії, Ялті і в багатьох інших населених пунктах, які були поруч з дислокацією похідних груп. Зі знайденого у секретних справах Рейху доносу агента СД В. Косика від 31 грудня 1941 року, стало відомо, що зі Львова до Криму революційна ОУН направила шість похідних груп, близько 40 чоловік. Тільки одного повстанця нацисти арештували по дорозі до Криму. Референт пропаганди Кримського обласного проводу ОУН Іван Янчишин так писав про своє прибуття до Криму в 1941-му: «У моїй уяві залишився назавжди цей чудовий образ нашої першої зустрічі з морем. Усі ми відчули, що десь у глибині душі здійснилася наша молодеча мрія. Мрія, виплекана тим усім, що змолоду карбувало нашу національну свідомість і любов до українського моря…». 
Взимку 1941—1942 рр. починаються розстріли членів ОУН. Нацисти дають вказівки поліції, військовій розвідці і СД посилити роботу, особливо щодо викриття похідних груп, які були спрямовані до Криму. ОУН революційна в той час створила Український Революційний Комітет з підготовки повстання проти німецьких загарбників, адже ніхто не бачив перспективу перемоги над Німеччиною. Комітет очолив Микола Шапар, який потім загинув при виконанні однієї з бойових операцій. Згодом, з середини 1942 року, заступником голови комітету з питань пропаганди був призначений Володимир Шарафан, що займався мобілізаційною роботою, створенням культурологічних і освітніх установ, поширенням націоналістичних агіток.
У січні 1942 р. в Криму з'явилися 6 нових похідних груп ОУН. Проте цього разу всі їхні члени належали до бандерівської гілки цієї організації і були вихідцями або з Галичини, або з Правобережної України. Кожна група налічувала в середньому 6 чоловік. Вони намагалися створити в Криму підпільний рух, однак, за словами українського емігрантського історика В. Косика, випадки підтримки цього з боку кримчан були поодинокими.
У відповідь на підпільну діяльність ОУН, з боку німецької окупаційної влади негайно пішли репресії. Так, член однієї з похідних груп, що проникла до Криму, був заарештований ще по дорозі до Сімферополя. Інша похідна група, яка налічувала 14 осіб (керівники Бардахівський і Наконечний), була в повному складі заарештована і розстріляна гестапо в Джанкої на початку грудня 1941 р. Наступного року в Сімферополі за наказом Служби безпеки (СД) було закрито місцевий український театр, а ряд його акторів було заарештовано через зв'язки з ОУН. Одним з небагатьох уцілілих був член «Південної похідної групи» Б. Суховерський, який ще протягом 1942 р. продовжував організаційну роботу в Криму.
ОУН почала зазнавати значних втрат у боротьбі з ворогом, коли прибули до Криму похідні групи. Так, Івана Осадчука, провідника кримських українських повстанців, у грудні 1941 року було заарештовано в Євпаторії і згодом розстріляно гестапівцями. У лютому 1942 року гестапо заарештувало 14 повстанців Джанкойського українського революційного комітету на чолі з провідником Романом Бардахівським та його помічником, учителем школи, Наконечним. У тому ж 1942 році від рук німців загинули відомі серед кримського населення організатори повстання: Степан Ванкевіч, Степан Тесля, Михайло Лобак, Але боротьба кримських українських націоналістів за незалежність української державності не припинилася.
На певний час оунівці перейшли на легальну діяльність – створили Бюро допомоги українцям і капелу бандуристів, яка згодом переросла в Український музично-драматичний театр імені Тараса Шевченка, а також споживчо-торговельний кооператив «Український Консум» та українську семирічну школу в Сімферополі. Але в середині липня 1943 року німці закрили «Бюро допомоги українському населенню». Підставою стала невдала спроба міської комендатури залучити для охоронної служби 20 місцевих українців. Відразу після цього звільнили голову – Миколу Шапаря, а за кілька днів закрили «Бюро». Діяльність оунівців знов стала підпільною.
Після провалу Джанкойської групи Дніпропетровський Крайовий Провід усуває від керівної роботи Івана Янчишина і призначає провідником Степана Теслю, який розвиває господарсько-торговельні об'єкти Революційного комітету, залучає свідомих борців-інтелігентів, робить спробу підняти націоналістичний рух в Криму. Поширюються газета «Наступ», журнал «Пробоєм», в яких було розміщено портрети чільних націоналістичних лідерів і програмні принципи. До Сімферополя прибуває і Борис Суховерський, провідник мельниківської ОУН.
Були організовані зустрічі з наявними похідними групами: на квартирі Базідевіча (вул. Жуковського), на квартирі Шарафана (вул. Профспілкова). Зустрічі відбулися і в інших населених пунктах Південного узбережжя.
У той час на півострові активно працювало бандерівське підпілля. Воно мало більш розгалужену партійну мережу, яка формувалася за принципом трійок, виконувало чітку програму з підготовки повстання на відміну від тодішніх завдань мельниківців — взяти владу шляхом просочення своїх кадрів до керівних органів влади і проведення мирного перевороту. Розуміючи нездійсненність утопічного проєкту, основна частина мельниківців перейшла в революційну організацію. У тому числі перейшли в революційну ОУН Ярослав Савка (колишній петлюрівський офіцер) і Володимир Шарафан. З активістів національного руху, які в підпіллі вели боротьбу, на сьогодні відомі одиниці. Після того як гестапо арештувало Степана Теслю, провідником у квітні 1943 року було призначено 25-річну Катерину Мешко, яка мала добре підроблені документи на Ольгу Прудник.
Катерина Мешко створює військову референтуру, яку очолює Григорій Волощук. До Криму прибувають три легіонери УПА.  Відомі лише їх імена: Ігор, Степан і Петро. Керівництво місцевим УПА бере на себе глибоко законспірований керівник служби безпеки з позивним "Головна Булава". Було створено загін самооборони на чолі з працівником станції «Сімферополь» Рустемом і тридцятьма працівниками залізниці. Частково формується загін УПА «Бійці», сотником якого призначається севастополець Василь Чмига, він же Моряк. Створений навчальний загін «Сиваш», який очолює колишній петлюрівський офіцер Ярослав Савка і його син Віктор. Севастопольський провідник Іван здійснює закупівлю зброї, медикаментів. У зв'язку з проведенням бойових операцій створюється госпіталь. Звільнені загоном Рустема військовополонені переправляються за своєю згодою до загону «Сиваш» або в партизанські з'єднання.
Зв'язок з партизанами Сімферопольський революційний комітет здійснював через зв'язкових. Було поставлено завдання якомога більше відправити звільнених до партизанів, щоб потім безкомпромісно можна було схилити останніх на свій бік. Але і Революційний комітет піддався репресіям. Його господарсько-торговельна частина була легалізована під назвою Український допомоговий комітет. У жовтні 1943 року «за невиконання наказу про виділення 400 чоловік для охорони залізниці» німецьким комендантом легалізована частина революційного комітету була заборонена. Почалися арешти українців, запідозрених у приналежності до підпілля. Гестапо звіріло, обставляючи своєю агентурою арештованих українців. Їм вдалося вийти на явочну квартиру в Джанкої. Майже два місяці карателі вистежували явку бандерівського підпілля, і в травні 1943 року гітлерівці захопили і вбили Вольчака. Наприкінці 1943 року у ворожій катівні був розстріляний і Степан Тесля.
Чинний загін УПА «Бійці» вирушив на з'єднання з УПА-Південь, почавши бої в Одеській області. У Голованівському районі в бою з німцями загинув його сотник Василь Чмига.
У серпні 1943 року Катерина Мешко разом з Володимиром Шарафаном були викликані до центральних органів УПА. Катерина залишилася у Львові, а Володимир повернувся до Криму і активізував Український визвольний рух. Він провів переговори з командуванням партизанських загонів, намагаючись залучити їх до кримських похідних підрозділів УПА, неодноразово зустрічався з Озенбаш, що керував Кримськотатарською організацією націоналістів та представниками підпільної організації росіян Криму «Нова Росія».
До того часу Головна Булава Криму об'єднувала дев'ять повстанських груп, що діяли в найбільших населених пунктах Криму. З підходом радянських військ частина повстанців була відкликана на посилення УПА-Південь, частина — до партизанських з'єднань. Зараз відомі 43 кримські повстанці, які боролися за незалежність України в УПА.
13 квітня 1944 Крим було звільнено радянськими військами. Багато українських повстанців були мобілізовані. Так, Володимир Шарафан брав участь в боях за визволення Севастополя і був важко поранений на Малаховому кургані. Лікувався в Алуштинському евакуаційному госпіталі, де був заарештований. Трибуналом НКВС 4 липня 1944 р. він був нібито засуджений за ст. 58-1 «б» і 58-11 КК РСФСР до вищої міри покарання з конфіскацією всього майна і 13 лютого 1945 р. страчений. Але в справі відсутній протокол судового засідання, а три підписи під актом виконання зроблені одним почерком.
Лише в 1993 році Шарафан за Законом України «Про реабілітацію жертв політичних репресій в Україні» був реабілітований.

## Брошура «За українське море»
Брошура «За українське море» була видана ОУН в 1941 р. після проголошення у Львові Акту відновлення Української держави, створивши ідеологічні основи приєднання території Криму до майбутньої української держави. 
|                              | З питанням Чорного моря в’яжеться нерозривно для України й справа Криму… Географічне його положення таке, що хто володіє Кримом (з найбільшим воєнним портом Севастополем) – той диктує свою волю коли не цілому Чорному морю, то з певністю на північному (отже українському) його побережжю… Воля його щодо належання Криму до України непохитна, бо свідомий він того, що хто панує на Кримі, той панує на Україні, навіть незалежній. |
| — ОУН , "За українське море" | |